# Sylvie De Caluwé
Sylvie De Caluwé (13 februari 1986, Torhout) is een Belgisch model en tv-presentatrice.
Na aan een aantal missverkiezingen meegedaan te hebben, werd De Caluwé 'P-Magazine-Lezeres' voor het tijdschrift P-Magazine. Het tijdschrift legde haar vast tijdens een fotosessie, en ook in andere bladen, zoals Ché en Maxim, werden later foto's van haar gepubliceerd.
Door dit modellenwerk kon ze bij SBS Broadcasting presentatrice worden en werd ze belspelmeisje op VT4 en VIJFtv. De Caluwé speelde ook een kleine rol in de VT4-serie Vermist.
In 2007 werd ze presentatrice in het programma Gunk Tv op jongerenzender TMF, samen met Frank Molnar. In een vaste rubriek van dit programma bezocht De Caluwé gamers en schonk zij aandacht aan lifestyle-elementen die aan het gamen gerelateerd zijn. Voor het bijhorende GUNK Magazine schreef De Caluwé diverse rubrieken, waarin technische nieuwigheden besproken werden.
Sinds 2008 is De Caluwé onder de naam Lani samen met Karolien Van den Neste, Sofie Mora en Marjolein Lecluyze zangeres bij de meidengroep Popz.
Ze heeft ook een eigen make-upstudio, genaamd Ab Fab Company, die gespecialiseerd is in televisie- en fotomake-up.